# العلاقات الأذربيجانية العمانية
العلاقات الأذربيجانية العمانية هي العلاقات الثنائية التي تجمع بين أذربيجان وسلطنة عمان.

## مقارنة بين البلدين
هذه مقارنة عامة ومرجعية للدولتين:
| وجه المقارنة                                              | أذربيجان        | سلطنة عمان    |
| --------------------------------------------------------- | --------------- | ------------- |
| المساحة (كم2)                                             | 86.60 ألف       | 309.50 ألف    |
| عدد السكان (نسمة)                                         | 10.00 مليون     | 4.64 مليون    |
| الكثافة السكانية (ن./كم²)                                 | 115.47          | 14.99         |
| العاصمة                                                   | باكو            | مسقط          |
| اللغة الرسمية                                             | اللغة الأذرية   | اللغة العربية |
| العملة                                                    | مانات أذربيجاني | ريال عماني    |
| الناتج المحلي الإجمالي (بليون دولار)                      | 40.75 مليار     | 72.64 مليار   |
| الناتج المحلي الإجمالي (تعادل القوة الشرائية) بليون دولار | 171.56 مليار    | 179.49 مليار  |
| الناتج المحلي الإجمالي الاسمي للفرد دولار أمريكي          | 5.50 ألف        | 15.55 ألف     |
| الناتج المحلي الإجمالي للفرد دولار أمريكي                 | 17.52 ألف       | 38.63 ألف     |
| مؤشر التنمية البشرية                                      | 0.751           | 0.793         |
| رمز المكالمات الدولي                                      | +994            | +968          |
| رمز الإنترنت                                              | .az             | عمان          |
| المنطقة الزمنية                                           | ت ع م+04:00     | ت ع م+04:00   |

## منظمات دولية مشتركة
يشترك البلدان في عضوية مجموعة من المنظمات الدولية، منها:
| علم المنظمة | اسم المنظمة                               | تاريخ انضمام أذربيجان | تاريخ انضمام سلطنة عمان |
| ----------- | ----------------------------------------- | --------------------- | ----------------------- |
|             | منظمة التعاون الإسلامي                    | 1991                  | 1970                    |
|             | الاتحاد البريدي العالمي                   | ?                     | ?                       |
|             | يونسكو                                    | 3 يونيو 1992          | 10 فبراير 1972          |
|             | البنك الدولي للإنشاء والتعمير             | 18 سبتمبر 1992        | 1971                    |
|             | وكالة ضمان الاستثمار متعدد الأطراف        | 23 سبتمبر 1992        | 1989                    |
|             | الاتحاد الدولي للاتصالات                  | 10 أبريل 1992         | 28 أبريل 1972           |
|             | منظمة الشرطة الجنائية الدولية             | ?                     | ?                       |
|             | مؤسسة التمويل الدولية                     | 11 أكتوبر 1995        | 1973                    |
|             | الأمم المتحدة                             | 2 مارس 1992           | 7 أكتوبر 1971           |
|             | مؤسسة التنمية الدولية                     | 31 مارس 1995          | 1973                    |
|             | منظمة حظر الأسلحة الكيميائية              | ?                     | ?                       |
|             | المركز الدولي لتسوية المنازعات الاستشارية | 18 أكتوبر 1992        | 1995                    |

## وصلات خارجية
- موقع وزارة الخارجية الأذربيجانية
- موقع وزارة الخارجية العمانية